# Bengáli fütyülőlúd
A bengáli fütyülőlúd (Dendrocygna javanica) a lúdalakúak (Anseriformes) rendjébe, ezen belül a récefélék (Anatidae) családjába és a fütyülőludak (Dendrocygninae) alcsaládjába tartozó faj.

## Előfordulása
Dél- és Délkelet-Ázsiában él, a következő országokban: Pakisztán, India, Srí Lanka, Nepál, Banglades, Mianmar, Thaiföld, Kambodzsa, Laosz, Vietnám, Kína, Tajvan, Malajzia és Indonézia.

## Megjelenése
Testhossza 60 centiméter. Feje, hosszú nyaka és begye sárgásbarna, hasi részein dísztollak vannak.
Hangja a többi fütyülőlúdhoz hasonlóan jellegzetes, három hangból álló dallamos fütty.

## Életmódja
A nagy folyamok, tavak mentén és mocsarakban fordul elő, de megtalálható rizsföldeken és tengerparti lagúnákban is.
Kis csapatokat alkot, melyek tagjai éjszaka a fák és bokrok ágain alszanak. 
Tápláléka vízinövényekből, magvakból – köztük rizsszemekből is –, valamint kisebb mértékben ebihalakból, halivadékból és gerinctelenekből áll.

## Szaporodása
A költés időszakában a  párok egymás közelében maradnak és telepeket alkotnak. 
Fészke általában faodúban készül, de néha elfoglalja a gémek elhagyott fészkét, ritkán pedig akár a földön is fészkel. 
A tojó általában egyedül költi ki 7-12 tojását 22-24 nap alatt.

## Képek

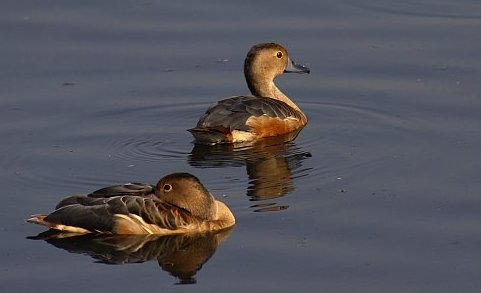
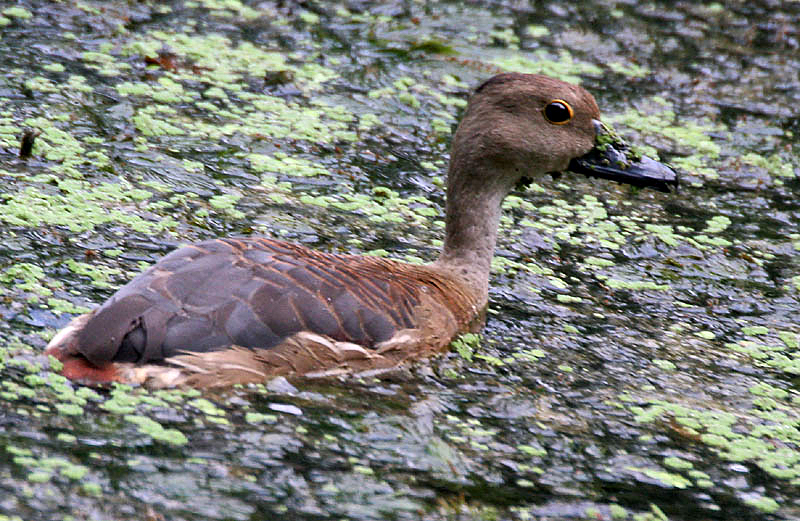
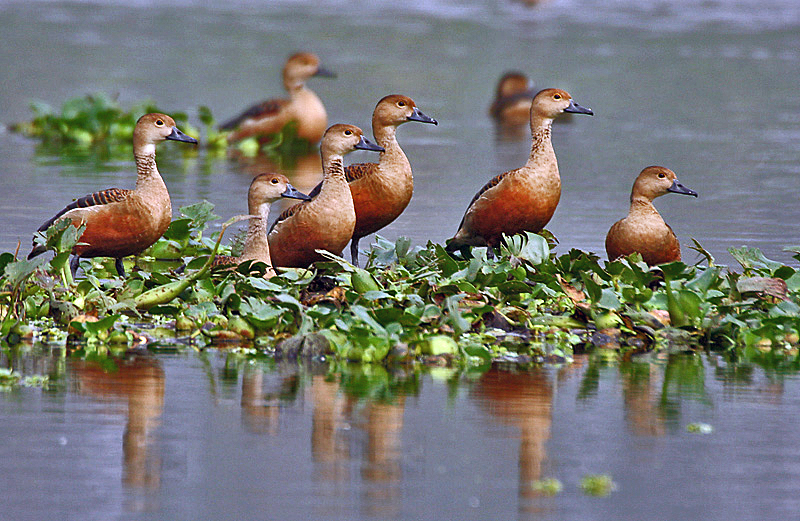
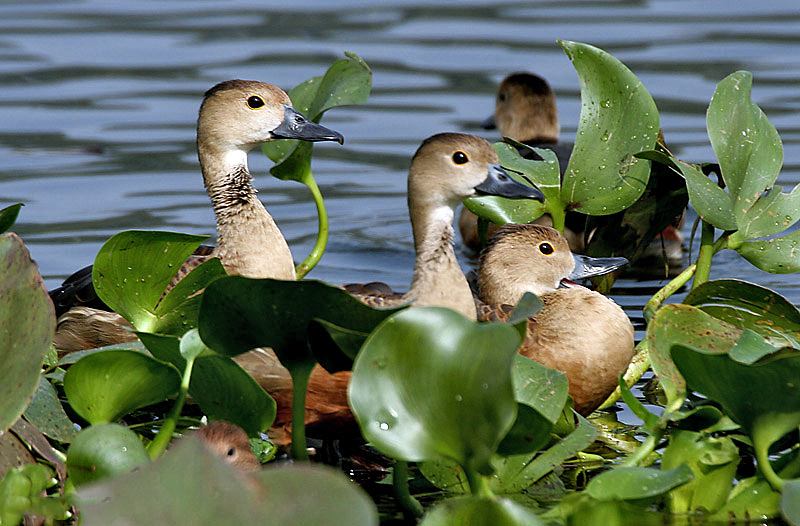